# Antoni Sacchetti
Antoni Sacchetti (ur. 8 stycznia 1790 w Wenecji, zm. 15 kwietnia 1870 w Warszawie) – malarz i dekorator teatralny pochodzenia włoskiego.

## Życiorys
Urodził się 8 stycznia 1790 w Wenecji w rodzinie dekoratorów teatralnych gdzie jego ojciec Lorenzo, był dekoratorem, malarzem, architektem oraz profesorem Akademii Weneckiej. Antoni miał się urodzić w pracowni ojca, który uczył syna przyszłego zawodu.
W 1813 przebywał w Brnie, gdzie malował dekorację do teatru, w 1818 przeniósł się do Pragi i piastował stanowisko dekoratora w Stanowym Teatrze. W kwietniu 1829 przyjechał do Warszawy i w salach Teatru Narodowego otworzył "gabinet panoramiczny" gdzie prezentowane były zmieniające się panoramy: Konstantynopola, Pragi, Triestu, Istrii, wybuchu Wezuwiusza, okolic Elstery pod Lipskiem, gdzie zginął ks. J. Poniatowski i inne. Zamówiono u niego dekoracje do dramatu i jednej opery które były wielkim sukcesem autora. W czasie powstania listopadowego przebywał w Dreźnie. W 1835 przybył do Kalisza, gdzie namalował kurtynę oraz nowe dekoracje dla teatru miejskiego. W październiku 1835 powrócił do Warszawy i dostał funkcję stałego dekoratora Warszawskich Teatrów Rządowych i w warszawskim Teatrze Narodowym pracował przez następne 35 lat.

## Dekoracje teatralne
Wybrane dekoracje oper:
1. G. Meyerbeera "Robert Diabeł" 1837,
2. D. Auber "Koń spiżowy" 1839,
3. D. Auber "Jezioro wieszczek" 1843,
4. G.Spontini "Ferdynand Kortez" 1845,
5. G. Verdi "Hernani" 1858,
6. G. Verdi "Rigoletto" 1853,
7. G. Verdi "Trubadur" 1845,
8. G. Rossini "Carlo il Temerario" 1845,
9. F. Halevy "Żydówka" 1857
10. balet J. Corally’ego "Giselle" 1848,
11. Ch. Gounod "Faust" 1865,
12. L. Grossman "Rybak z Palermo" 1867

Sacchetti był autorem dekoracji do premierowego wystawienia "Halki" i "Flisa" w 1858 w Warszawie, które przyjęte były z wielkim entuzjazmem, po premierze "Halki" autor dekoracji wywoływany był sześć razy tak samo jak i kompozytor. Ostatnimi jego pracami było pięć dekoracji w 1869 do opery "Paria" Stanisława Moniuszki.
Żonaty z wiedenką Teresą z Rathów, która zmarła 13 listopada 1869, zmarł 15 kwietnia 1870 w Warszawie i pochowany został wraz z żoną staraniem siostrzeńca i siostrzenicy, gdyż nie mieli własnych dzieci, na cmentarzu Powązkowskim (kwatera 181-4-16/17).